# HD 120908
HD 120908，又名CP-52 6805，SAO 241262、HR 5217，是一颗恒星，视星等为5.89，位于銀經312.25，銀緯8.37，其B1900.0坐标为赤經13h 47m 13.3s，赤緯-52° 8.37′ 46″。